# جیدی
جیدی (به لاتین: Jidi) یک منطقه مسکونی در جمهوری آذربایجان است که در شهرستان لنکران و در دهیاری گگیران واقع شده است.

## ریشه واژه
ژی یا جی در زبان تالشی  به‌معنی زندگی کردن و زیستن و واژه دی به معنی ده و روستا است و جیدی یعنی جای زندگی یا محل سکونت همچنین برخی بر این باورند که نام روستا بر گرفته از دو واژه تالشی جین به معنی پایین و دی به معنی روستا باشد.